# FreeRADIUS
 FreeRADIUS là một bộ giải pháp phần mềm RADIUS miễn phí hiệu năng cao, được phát triển và phân phối theo Giấy phép Công cộng GNU phiên bản 2, có thể tải về và sử dụng miễn phí. Bộ FreeRADIUS bao gồm máy chủ RADIUS, thư viện máy khách RADIUS được cấp theo Giấy phép BSD, thư viện PAM, mô-đun Apache và nhiều thư viện phát triển và tiện ích bổ sung liên quan đến RADIUS.
Trong hầu hết các trường hợp, từ "FreeRADIUS" dùng để chỉ máy chủ RADIUS nguồn mở miễn phí từ bộ giải pháp này.
FreeRADIUS là máy chủ RADIUS mã nguồn mở phổ biến nhất  và là máy chủ RADIUS được triển khai rộng rãi nhất trên thế giới. Nó hỗ trợ tất cả các giao thức xác thực phổ biến, máy chủ đi kèm với một công cụ quản trị người dùng web dựa trên PHP tên là dialupadmin. Nó là nền tảng cho nhiều sản phẩm và dịch vụ RADIUS thương mại, chẳng hạn như các hệ thống nhúng, các thiết bị kiểm soát truy cập mạng (Network Access Control - NAS) hỗ trợ RADIUS và WiMAX. FreeRADIUS cung cấp giải pháp xác thực, phân quyền, tính cước (Authentication, Authorization, Accounting - AAA) cho nhiều công ty trong Fortune-500, công ty viễn thông và ISP cấp độ 1. Nó cũng được sử dụng rộng rãi trong cộng đồng học thuật, bao gồm eduroam. Máy chủ FreeRADIUS nhanh, nhiều tính năng, nhiều mô-đun và có thể mở rộng.

## Lịch sử
FreeRADIUS được bắt đầu phát triển vào tháng 8 năm 1999 bởi Alan DeKok và Miquel van Smoorenburg. Phiên bản "alpha" lần đầu tiên được phát hành vào tháng 8 năm 1999, sau đó là phiên bản 0.1 ra mắt vào tháng 5 năm 2001. Cứ khoảng vài tháng lại có một phiên bản mới được ra mắt.
FreeRADIUS sử dụng thiết kế mô-đun, khuyến khích cộng đồng tham gia tích cực phát triển.
Kể từ tháng 11 năm 2014, Dự án FreeRADIUS có ba thành viên nhóm cốt lõi: Alan DeKok (Trưởng dự án), Arran Cudbard-Bell (Kiến trúc sư chính) và Matthew Newton.
Bản phát hành chính mới nhất là FreeRADIUS 3.0.19. FreeRADIUS 3 bao gồm hỗ trợ RADIUS qua TLS, bao gồm RadSec, mô-đun rlm_ldap được viết lại hoàn toàn và hàng trăm cải tiến về tính nhất quán và nhiều cải tiến hữu ích khác. Phiên bản mới nhất được phát triển ưu tiên về độ ổn định hơn là các tính năng.
Bản phát hành chính trước đây v2.2.x đã bước vào giai đoạn cuối vòng đời của nó và bây giờ sẽ chỉ nhận được các bản sửa lỗi bảo mật 
Một cuộc khảo sát năm 2006 FreeRADIUS có tổng cộng khoảng 100 triệu người sử dụng.

## Hệ điều hành hỗ trợ
- FreeBSD (khuyên dùng)
- Linux
- CentOS
- Red Hat
- Debian
- Ubuntu
- macOS
- Solaris

FreeRADIUS được xác nhận hoạt động tốt với các hệ điều hành sau:
- AIX
- Cygwin
- FreeBSD
- HP-UX
- Linux: CentOS, Debian, Open Mandriva, Red Hat, SUSE, Turbolinux, Ubuntu
- macOS
- NetBSD
- OpenBSD
- OSF/Unix
- Solaris

## Phần cứng hỗ trợ
- IA-64 (Itanium & Itanium 2)
- PPC (IBM POWER & PowerPC)
- Sparc
- Sparc64
- x86
- x86-64 (AMD64 & EMT64)

## Tính năng
Các mô-đun đi kèm với lõi máy chủ hỗ trợ LDAP, Microsoft SQL Server, MySQL, PostgreSQL, Oracle và nhiều cơ sở dữ liệu khác. Nó hỗ trợ tất cả các loại xác thực EAP phổ biến, bao gồm PEAP, MS-CHAP và EAP-TTLS. FreeRADIUS chứa hơn 100 thông tin nhà cung cấp, đảm bảo khả năng tương thích với rất nhiều thiết bị NAS khác nhau.
Phiên bản 2.0.0 bổ sung hỗ trợ cho lưu trữ ảo (virtual hosting), IPv6, VMPS và ngôn ngữ chính sách mới giúp đơn giản hóa nhiều cấu hình phức tạp.
FreeRADIUS cung cấp khả năng tùy biến rất cao, có thể dùng để xác thực truy cập VPN, mạng không dây, v.v...

## Công cụ quản trị
- daloRADIUS: một ứng dụng quản lý dựa trên web nhằm quản lý các hotspot và triển khai ISP. Với giao diện quản lý người dùng đơn giản, báo cáo đồ họa đẹp, tính cước, cũng là công cụ thanh toán và tích hợp với Google Maps để định vị địa lý.
- phpRADmin Lưu trữ ngày 7 tháng 2 năm 2015 tại Wayback Machine: một công cụ được viết bằng PHP, sử dụng MySQL làm CSDL nhằm quản trị và cung cấp FreeRADIUS trên giao diện Web.
- Quản trị quay số (Dialup Admin): giao diện web mạnh mẽ được viết bằng PHP đi kèm với FreeRADIUS để quản trị người dùng chứng thực bằng RADIUS. Quản trị quay số sử dụng MySQL, PostgreSQL hoặc LDAP. Hiện không còn được phát triển.
- ezRadius: ứng dụng quản lý dựa trên web. Mục đích chính là cung cấp cho máy chủ RADIUS hoặc quản trị viên hotspot một giao diện quản lý dựa trên web đơn giản. FreeRADIUS phải được cấu hình để sử dụng MySQL.
- RADIUSdesk: RADIUSdesk đã được phát triển từ năm 2012 như là công cụ để quản lý Internet không dây.

| Phần mềm                 | Trang chủ                                      | Phiên bản           | Ngày phát hành |
| phpMyPrepaid             | https://sourceforge.net/projects/phpmyprepaid/ | RC3                 | 24/07/2012     |
| daloRADIUS               | https://github.com/lirantal/daloradius         | 1.0.0               | 06.03.2019     |
| FreeRADIUS DialRadmin    | https://sourceforge.net/projects/dialup-admin/ | 1,62                | 23/06/2012     |
| Hotcakes Hotspot Manager | http://hotcakes.sourceforge.net/               |                     |                |
| EasyHotspot              | https://sourceforge.net/projects/easyhotspot/  | 0,2                 | 10.05.2013     |
| phpRADmin                | https://sourceforge.net/projects/phpradmin/    | 0,0.1 trước alpha   | 23.04.2013     |
|                          | https://sourceforge.net/projects/admin-panel/  | 1,01                | 06.08.2015     |
| ezRADIUS                 | https://sourceforge.net/projects/ezradius/     | 0.2.1               | 03.04.2013     |
| freeradius-web-ui        | https://github.com/arch-lamp/freeradius-web-ui | 1                   | 20.01.2015     |
| RADIUSdesk               | https://sourceforge.net/projects/radiusdesk/   | 2016-5-0            | 11.05.2016     |
| RADIUS Manager           | http://www.dmasoftlab.com/                     | 4.1.15 (Thương mại) |                |